# Netshoes
Netshoes é uma empresa brasileira de comércio eletrônico de artigos esportivos fundada em fevereiro de 2000 por Marcio Kumruian e Hagop Chabab e adquirido pela Magazine Luiza em 2019.
A Netshoes possui centros de distribuições no Brasil, e administra as lojas oficiais dos clubes de futebol como Santos Futebol Clube, Corinthians, São Paulo Futebol Clube, Palmeiras, Internacional, Cruzeiro, Vasco da Gama, Coritiba, Cruz Azul, Chivas, Monterrey, River Plate, San Lorenzo e América do México. É também representante oficial dos produtos da National Basketball Association (NBA) na América Latina e responsável pela administração das lojas virtuais das marcas Puma, Havaianas, Globo Esporte, Oakley, Timberland, Topper, Kappa, Mizuno e UFC. Também trabalha com calçados, acessórios para esportes e eletrônicos.
Em 29 de abril de 2019, o grupo Magazine Luiza comprou o comércio eletrônico de artigos esportivos NetShoes da empresa NS2 Com Internet.  Em Agosto de 2018, vendeu a operação do México para o grupo norte-americano Sierra Capital e em 2019, vendeu a operação da Argentina para o grupo de investimentos argentino BT8.  A empresa, que abriu capital nos Estados Unidos em abril de 2017, tem valor de mercado de cerca de 81 milhões de reais.
Trata-se da marca de varejo de calçados multimarca mais admirada pelos consumidores, segundo o IBEVAR.

## História

Página inicial da Netshoes em 2015.

A primeira loja da Netshoes foi fundada pelos primos descendentes de armênios Marcio Kumruian e Hagop Chabab em fevereiro de 2000. A loja localizava-se na rua da Universidade Mackenzie em São Paulo. Nos anos seguintes, a Netshoes abriu filiais em academias e shopping centers em São Paulo. Em 2002, a companhia iniciou as operações de e-commerce, e em 2007 fechou suas 7 lojas físicas migrando seus negócios para lojas virtuais. Dois anos depois, em 2009 a Netshoes patrocinou o time de futebol Santo André no Campeonato Paulista de Futebol.
No mesmo ano, a companhia lançou um sistema de scanner 3D, que foi desenvolvido por engenheiros e atletas para fazer uma comparação 3D entre o modelo que o cliente está interessado e o calçado que está no seu pé. Através do sistema, o cliente também pode checar, por exemplo, qual seria a numeração adequada em relação ao modelo que já utiliza.
Dois anos depois, a Netshoes lançou o site mobile para que os clientes pudessem fazer compras através de tablets e smartphones. Ainda em 2011, a companhia tornou-se parceira oficial do torneio intercolegial 5x5 da NBA no Brasil, patrocinou os times Cruzeiro, Santos, a equipe feminina do Vôlei Futuro, e iniciou a administração das lojas virtuais da Puma e da National Basketball Association (NBA) no Brasil.
Foi uma das patrocinadoras oficiais do campeonato Novo Basquete Brasil (NBB) para as temporadas de 2011 e 2012.
A Netshoes apoiou o 2º Circuito Infantil de Corridas contra o Câncer no Rio de Janeiro e promoveu a competição Circuito Netshoes Skate para Juventude em São Bernardo do Campo em 2012. Além de patrocinar a competição, a Netshoes convidou o skatista Sandro Soares, conhecido como Testinha para dar aulas de skate para as crianças. No mesmo ano, fez parceria com a Nike para fazer a venda ao varejo e a distribuição dos produtos para os jogadores dos times de futebol Bahia, Curitiba e Santos.
A companhia recebeu os prêmio Reclame Aqui nas categorias Qualidade no Atendimento em 2012, Melhores Empresas para o Consumidor em 2013 e Melhor e-commerce de Artigos Esportivos, Moda e Confecção.
A Netshoes patrocinou o Big Biker Cup, campeonato de mountain bike brasileiro em 2012 e 2013.
Em 2013, lançou a nova loja virtual da National Football League (NFL), liga de futebol americano dos Estados Unidos,firmou parceria com a Confederação Brasileira de Futebol (CBF) para administrar a loja on-line da entidade, foi eleita uma das 10 empresas mais inovadoras da América do Sul pelo ranking da Fast Company e patrocinou o evento Ciclovia Musical que reúne 30 concertos musicais com roteiros para ciclistas no bairro da Barra Funda na cidade de São Paulo. A companhia também patrocina o Clube de Ciclistas Sampa Bikers.
Em novembro de 2014, a Netshoes lançou duas marcas próprias, a Gonew e a All4one. A Gonew é focada em calçados, roupas esportivas, bicicletas e monitores cardíacos para pessoas que estão começando a praticar atividades físicas e a All4one desenvolve dispositivos para corrida, bicicleta e fitness com tecnologia que calcula o desempenho e a intensidade do treino. A All4one lançou um aplicativo de indicadores esportivos nas plataformas Android e iOS em parceria com a empresa Carenet Longevity, empresa brasileira que desenvolve tecnologia para o automonitoramento de atividades físicas.
No mês seguinte, em dezembro de 2014, a empresa lançou a Zattini, loja virtual de calçados, bolsas e acessórios.
A Netshoes também administra as lojas oficiais da Seleção Brasileira de Futebol, UFC, NBA, NFL, Oakley, Puma, Havaianas, Timberland, Topper, Mizuno e Globo Esporte, além de operar lojas oficiais de clubes de futebol como Corinthians, São Paulo, Palmeiras, Santos, Bahia, Cruzeiro, Coritiba, Vasco, Internacional, Seleção Mexicana de Futebol, River Plate, Chivas, Pumas, Monterrey, San Lorenzo, Club América e Cruz Azul.
A Netshoes é a companhia mais relevante no mercado online de produtos esportivos. 

## Investidores
O Tiger Global, fundo americano de investimentos investiu na Netshoes em 2009 e 2011. Em 2012, a Netshoes recebeu investimentos do Iconiq Capital, fundo de investimentos americano e R$ 135 milhões do Temasek, fundo soberano do governo de Singapura.
No ano seguinte, a Netshoes também recebeu aporte do Kaszek Ventures, fundo de investimentos argentino. O Government of Singapore Investment Corporation Private Limited (GIC), fundo soberano de Singapura também investiu na empresa ao realizar um aporte de US$ 170 milhões em 2014.
Já em 2019, o grupo Magazine Luiza, que já tinha interesse na Netshoes entrou com um investimento inicial de US$62 milhões, que mais tarde subiu para US$115 milhões. A Centauro também ofereceu valores altos, mas não foi aceita pelo mercado devido a exigências internas.

## Operações
A Netshoes possui cinco centros de distribuição, sendo três no Brasil, nas cidades de Barueri, Extrema e Jaboatão dos Guararapes, um na Argentina e um no México.
Em 2011, iniciou as operações no México e Argentina. A companhia administra as lojas virtuais da Seleção Mexicana de Futebol, do Monterrey, Chivas, América, Pumas, NFL e Cruz Azul no México.
Em 2014, a companhia abriu um novo centro de distribuição em Buenos Aires. No mesmo ano, lançou a loja oficial do River Plate em seu site e tornou-se patrocinadora do time argentino.
No ano de 2019 a Organização optou na venda e encerramento das operações tanto do México como da Argentina em um pensamento estratégico da cia.

## Lojas físicas
No Brasil e no mundo a Netshoes não possui nenhuma loja física. O que existe é uma pequena iniciativa para uma "loja virtual", disponibilizada na Rua Oscar Freire, na cidade de São Paulo. Sua tentativa é a de divulgar os processos digitais e expandir a ideia de uma loja 100% online. A "Menor Maior Loja do Mundo", como foi chamada, ainda está presente no local.

## Segurança
Em 18 de julho de 2024, a Netshoes anunciou que informações de clientes podem ter vazado para terceiros durante um "incidente cibernético". Após o incidente foi postado em um fórum que 38 milhões de cadastros de clientes foram roubados em um ciberataque. A Netshoes anunciou que reforçou as medidas de segurança da empresa e que estava realizando uma investigação forense com órgãos do governo como a Autoridade Nacional de Proteção de Dados.